# Lyle Mays
Lyle Mays (Wausaukee, Wisconsin, 1953. november 27. – Los Angeles, Kalifornia, 2020. február 10.) amerikai dzsesszzongorista és zeneszerző, a Pat Metheny Group tagja.

## Élete
Lyle Mays zenész családba született – édesanyja zongorista volt, édesapja gitáros –, így bőven volt lehetősége zongorán gyakorolni. Kilencévesen családtagjai esküvőjén, tizennégy évesen pedig már templomban orgonázott. Tizenéves korában nyári dzsessztáborokon vett részt, és olyan tehetségektől tanult, mint Rich Matteson vagy Marian McPartland.
Nagy hatással volt rá Bill Evans Live in Montreux és Miles Davis Filles de Kilimanjaro című albuma.
Lyle Mays az Észak-Texasi Állami Egyetemen végzett, majd a wisconsini Eau-Claire Egyetemen tanult, ezt követően pedig Woody Herman zenekarában játszott.
1974-ben találkozott az akkor húszéves Pat Methenyvel, akivel később megalapította a Pat Metheny Group nevű zenekart. A Pat Metheny Grouppal Lyle Mays 11 Grammy-díjat nyert.